# 漢巴洛 (考卡省)
漢巴洛是哥倫比亞的城鎮，位於該國西南部，由考卡省負責管轄，始建於1770年8月23日，面積254平方公里，海拔高度2,507米，2005年人口14,831，人口密度每平方公里58.39人。
2°51′N 76°19′W / 2.850°N 76.317°W